# Феникс (алманах)
„Феникс“ е самиздатски сборник, издаден в СССР през 1961 и 1966 г. от Юрий Галансков. Представлява антология на литературни, политически и религиозни текстове, които не отговарят на официалната съветска линия. Публикувани са само два броя (през 1961 и 1966 г.), а редакторите им са арестувани през януари 1967 г. и осъдени на лишаване от свобода. Впоследствие Галансков умира в лагер през 1972 година.

## „Феникс-61“
Първото издание на „Феникс“ е осъществено през 1961 г., след така наречените „Маяковки“ – срещи на млади поети и писатели неконформисти пред паметника на Маяковски в Москва, които се провеждат през същата година. Галансков, участник в тези срещи, публикува и редактира списанието като нецензурирана антология на литературни и поетични текстове, с автори от новото поколение като Анатолий Щукин, Аполон Шухта, Владимир Вишняков, Наталия Горбаневска и Галансков (публикува своето стихотворение „Човешкият манифест“). Включени са и два текста на Борис Пастернак: „Една поема“ (Гул затих. Я вышел на подмостки…) и откъс от неговата автобиография).
Поради правителствените репресии срещу авторите, както и заради обема си (около 200 страници), „Феникс“ няма голяма публичност и скоро изчезва от циркулация в СССР, но през 1962 г. той е цялостно преиздаден на Запад от списание „Грани“.

## „Феникс-66“
През юни 1966 г. Галансков публикува втория том на „Феникс“ в отговор на февруарския процес срещу писателите дисиденти Андрей Синявски и Юлий Даниел. За разлика от предишната публикация, това издание се състои от повече политически или философски, отколкото поетични или литературни текстове: статията „Какво е социалистически реализъм?“ от Синявски (призната по съдебен ред като „антисъветска“), „Пътят към социализма и неговите резултати“ – сборник от посмъртни текстове на икономиста Евгений Варга, призоваващ за либерализация на режима, „Открит писмо до Михаил Шолохов“ (критика към писателя, получил Нобелова награда през 1965 г.) и „Организационни проблеми на движението за пълно и общо разоръжаване и за световен мир“ (последните два текста са написани от Галансков) и други.

## Репресии
Редакторите на „Феникс-66“ са арестувани на 17 и 19 януари 1967 г. През 1967 – 1968 г. Юрий Галансков, Александър Гинзбург, Александър Доброволски и Вера Лашкова са изправени пред съд за редактиране и разпространение (и печатане в случая с Лашкова) на „Феникс-66“, както и „Бялата книга“ – документ по делото на Синявски и Даниел В хода на т. нар. процес на четиримата Галансков е осъден на 7 години (по-късно умира в лагера), а Гинзбург – на 5. Доброволски е осъден на две години, а Лашкова на една година.